# طاهر حداد

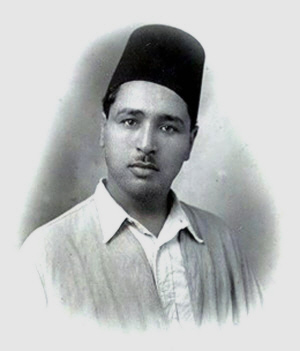
طاهر حداد

طاهر حداد ((به عربی: الطاهر الحداد); ۱۸۹۹–۷ دسامبر ۱۹۳۵) نویسنده، محقق و اصلاح طلب اهل تونس بود.
حداد در یک خانواده مغازه‌دار متولد شد و در مدرسه مسجد بزرگ زیتون از سال ۱۹۱۱ تا فارغ‌التحصیلی خود را در سال ۱۹۲۰ در آنجا تحصیل کرد. او یک دفتر اسناد رسمی باز کرد؛ او این حرفه را برای پس از عضویت در حزب سیاسی دستور تونس، رها کرد. او این حزب را نیز پس از اتلاف با رهبری آن ترک کرد.
حداد یک فمینیست بود. در سال ۱۹۳۰ با نگارش کتاب زن ما در دین و جامعه، از گسترش حقوق زنان حمایت کرد و گفت که تفاسیر اسلام در آن زمان (دوره هم عصر وی) زنان را از ابراز خود منع می‌کند.
حداد هرگز تبعید نشد ولی دولت استعماری فرانسو دوستش و یکی از بنیانگذاران اتحادیه کارگری CGTT را به تبعید فرستاد. او برای یک دوره کوتاه رهبر جنبش کارگری شد. حداد بر اثر بیماری سل درگذشت.